# Mattiastrum kurdistanicum
Mattiastrum kurdistanicum är en strävbladig växtart som beskrevs av August Brand. Mattiastrum kurdistanicum ingår i släktet Mattiastrum och familjen strävbladiga växter. Inga underarter finns listade i Catalogue of Life.